# Boreloididae
Boreloididae es una familia de foraminíferos bentónicos de la superfamilia Asterigerinoidea, del suborden Rotaliina y del orden Rotaliida. Su rango cronoestratigráfico abarca desde el Eoceno medio hasta la Eoceno superior.

## Clasificación
Boreloididae incluye a los siguientes géneros:
- Boreloides †
- Eoconuloides †

Otro género considerado en Boreloididae es:
- Tremastegina †, aceptado como Eoconuloides